# Brian Dawkins (koszykarz)
Brian Dawkins (ur. 11 września 1994 w Jacksonville) – amerykański koszykarz występujący na pozycjach  niskiego lub silnego skrzydłowego, obecnie zawodnik FC Artsakh.
30 lipca 2018 został zawodnikiem GTK Gliwice. 2 lutego 2019 dołączył do armeńskiego FC Artsakh.

## Osiągnięcia
Stan na 2 września 2018, na podstawie, o ile nie zaznaczono inaczej.
NCAA
- Zaliczony do:
  - NABC Give Back Team (2018)
  - II składu All-CAA Preseason (2018)
- Laureat nadród klubowych:
  - Phoenix Award (2018)
  - Pound the Rock Award (2017)
- Kapitan zespołu w sezonie 2017/2018
- Zawodnik tygodnia Colonial Athletic Association (CAA – 5.12.2016)